# Attentato di Yagur
L'attentato di Yagur fu un attentato suicida avvenuto il 10 aprile 2002 su un autobus della linea Egged numero 960 che passava attraverso l'incrocio di Yagur, nel nord di Israele. 8 persone furono uccise nell'attacco e 19 persone sono rimaste ferite.

## L'attentato
Intorno alle 7:15 del mattino del 10 aprile 2002, un militante palestinese si fece esplodere sull'autobus Egged numero 960 che era in viaggio da Haifa a Gerusalemme. L'esplosione avvenne mentre l'autobus stava passando vicino al Kibbutz Yagur. La stima della polizia israeliana era che l'attentatore suicida sia salito sull'autobus alla sua prima fermata ad Haifa e abbia fatto esplodere la bomba dopo soli cinque chilometri.
Otto persone furono uccise nell'attacco e altre 19 rimasero ferite, tre delle quali gravemente. La maggior parte dei feriti erano soldati e poliziotti israeliani. La forza dell'esplosione danneggiò anche molti veicoli nelle vicinanze.

### Vittime[3]
- Cpl. Keren Franco, 18 anni, di Kiryat Yam;
- Cpl. Noa Shlomo, 18 anni, di Nahariya;
- Sergente Shlomi Ben-Haim, 26 anni, di Kiryat Yam;
- Sergente Nir Danieli, 24 anni, di Kiryat Ata;
- Sergente Ze'ev Henik, 24 anni, di Karmiel;
- Sergente Michael Weissman, 21 anni, di Kiryat Yam;
- Shimon Stelkol, 34 anni, di Kiryat Yam;
- Avinoam Alafia, 26 anni, di Kiryat Ata.

## I responsabili
Hamas rivendicò l'attentato e dichiarò che l'attentatore suicida era un palestinese di Jenin di nome Iman al-Hijah.